# Commander Keen
Commander Keen é uma série de jogos desenvolvida pela Id Software no início de 1990. A série é centrada nas aventuras de Billy Blaze, um menino de oito anos que viaja através do espaço e assume a identidade de "Commander Keen", algo como "Comandante Perspicaz", em português. A série foi um sucesso em replicar a ação side-scrolling do Super Mario Bros para Nintendo Entertainment System (NES) em jogos DOS. Os jogos de plataforma em estilo de desenho animado são notáveis por seu uso pioneiro de gráficos EGA e shareware de distribuição; e foram alguns dos primeiros da Id Software (que passou a desenvolver mais tarde Wolfenstein 3D, Doom e Quake). Os jogos também foram empolgantes para os PCs gamers da época por causa do motor gráfico smooth-scrolling feito por John Carmack. Embora desenvolvido pela Id, a maioria dos jogos Commander Keen foram publicados pela Apogee Software, uma editora de jogos DOS shareware já estabelecida. Tom Hall é o criador de Commander Keen e seu universo. Os jogos, com exceção de Aliens Ate My Baby Sittert!, foram disponibilizados na Steam em 3 de agosto de 2007. Keen Dreams foi lançado para Android no dia 10 de junho de 2013, no Google Play.

## Episódios
Sete jogos do Commander Keen foram oficialmente lançados para PC em MS-DOS. Eles são divididos em mini séries, que são consideradas como "episódios" de uma série completa. O primeiro episódio de uma série era geralmente disponível como shareware. O oitavo jogo da série está disponível somente para o Game Boy Color.

### Commander KeenemInvasion of the Vorticons
1. Marooned on Mars (Acampando em Marte)
Este é o primeiro jogo da série, lançado em 14 de dezembro de 1990.
Enquanto Commander Keen está explorando Marte, os Vorticons roubam quatro componentes importantes de sua nave e os escondem em cidades marcianas, cada uma vigiada por um soldado Vorticon. Neste episódio, Keen adquire sua marca registrada, o "pula pula"; e enfrenta uma variedade de aliens marcianos e robôs.

#### 2.The Earth Explodes(A Terra Explode).
Keen retorna da Terra e encontra a nave-mãe Vorticon pairando acima do planeta com seus mortais canhões de raios Tântalo X-14 trancados em oito dos maiores marcos da Terra: Big Ben (Londres); Esfinge (Cairo); Casa de Ópera de Sydney (Sydney); Estátua da Liberdade (Nova Iorque); Torre Eiffel (Paris); Coliseu (Roma); Catedral de São Basílio (Moscou); e Casa Branca (Washington DC). Keen tem que encontrar e desativar cada um dos canhões para salvar a Terra. Ao contrário do primeiro jogo, que tinha uma atmosfera feliz e amigável, quase tudo neste jogo é hostil, possuindo desde robôs flutuantes com metralhadoras até pisos eletrificados. O motor tem mais recursos do que o primeiro episódio, tais como interruptores de luz (utilizados com a tecla "alt") e plataformas móveis.

#### 3.Keen Must Die! (Keen Deve Morrer!).
Keen viaja à terra natal dos Vorticons em busca do misterioso "Grande Intelecto", que mandou os Vorticons para a Terra. O jogo apresenta as cidades, parques e bairros dos Vorticons, além de suas mulheres, crianças, animais de estimação e brinquedos mecânicos, que compõem os inimigos do jogo. O alfabeto Vorticon também é decodificado em uma escola, permitindo ao jogador viajar para outros locais do jogo e ler os sinais Vorticon.

### Commander Keen - Keen Dreams(Sonhos Do Keen)

#### "Keen Dreams" ou  "O Episódio Perdido" (publicado comosharewarepelaSoftdisk).
Depois de se recusar a comer seus legumes, Billy é mandado para a cama por seus pais. Ele adormece, apenas para despertar em um reino vegetal estranho liderado pelo malvado  rei batata Boobus Tuber, que aprisionou outras crianças para dormirem lá. No mundo dos sonhos, Keen não tem sua arma de raio e o "pula pula", mas tem que se defender com sementes de "Flower Power", que transformam temporariamente inimigos em flores.
Em 10 de junho de 2013, Keen Dreams foi publicado para Android pela Equipe Super Fighter, sob a licença da Flat Rock Software.

### Commander KeenemGoodbye, Galaxy! (Adeus, Galáxia!)

#### 1.Secret of the Oracle(Segredo Do Oráculo), lançado comosharewareem 15 dezembro de 1991.
Keen termina seu rádio caseiro, "mais rápido que a luz"; e capita um plano da Shikadi que fala em destruir a galáxia. Ele corre para o planeta Gnosticus IV para consultar os Guardiões do Oráculo, mas descobre que eles foram raptados. Assim, o jogo gira em torno da descoberta de Keen e em resgatar os oito Sábios/Guardiões. Esse episódio apresenta enormes níveis e uma grande variedade de inimigos e mecânicas de jogo modificadas.

#### 2.The Armageddon Machine(A Máquina Do Armagedom).
Depois de obter as informações do Oráculo, Keen vai para uma maciça estação espacial Shikadi, a procura do Omegamático, apelidado de Máquina Do Armagedom e do misterioso Gannalech. A jogabilidade gira em torno de Keen desativar o Omegamático.

### Commander KeenemAliens Ate My Baby Sitter!(Aliens Comeram Minha Babá!)

#### Aliens Ate My Baby Sitter! (Aliens Comeram Minha Babá!).
Quando a babá de Keen, Molly, é raptada pelos Bloogs, os habitantes do planeta Fribbulus Xax, Keen tem a jornada de viajar por todo o planeta, enfrentando perigos ao longo de sua missão, a fim de encontrá-la. Cronologicamente, este é o último episódio da série Keen original. Uma demo jogável, contendo três níveis do jogo, também foi liberada.
Foi publicado comercialmente pela FormGen. Apogee só distribuiu o jogo, agora descontinuado.

### Game Boy Color
O lançamento de 2001 para o Game Boy Color, intitulado simplesmente Commander Keen, era a versão final da série. Apesar de ter sido desenvolvido pela David A. Palmer Productions, Id Software uma teve forte participação na direção do jogo; e Adrian Carmack estava diretamente envolvido na criação de arte.

## Outros lançamentos e jogos cancelados
- Em 1997, todos os sete episódios (1-6, bem como Keen Dreams) foram incluidos na compilação da Id Software "id Anthology". A compilação destaca apenas a versão CGA do episódio 6, por razões desconhecidas. No entanto, mais tarde foi liberada uma atualização para adicionar a compatibilidade VGA.

- Em 3 de agosto de 2007, os episódios 1-5 (excluindo Keen Dreams e Aliens Ate My Baby Sitter!) foram relançadas na Steam como parte da adição de jogos da Id Software para a Steam. O pacote foi cotado a US$ 4,95 no lançamento. Nesta versão, o emulador DOSBox é usado para executar os jogos no Windows.

- Um jogo Commander Keen para o Nintendo Entertainment System foi anunciado em uma propaganda, que foi planejado para ser lançado por uma grande editora americana da Nintendo. O jogo não voltou a ser mencionado após este anúncio.

- Uma trilogia adicional, provisoriamente intitulado The Universe is Toast!, Foi planejado para o natal de 1992, mas nunca foi produzido, como Id mudou-se para Wolfenstein 3D; e, em seguida, Doom. Tom Hall afirma que ele tem a intenção de fazer um novo jogo se ele recuperar os direitos de Commander Keen.

- A Monkeystone Games planejava lançar Keen Chronicles através da Softek Internacional em abril de 2002. Seria um pacote de todos os jogos Keen agrupados para Microsoft Windows e Pocket PC, mas nunca saiu da fase de planejamento; e nunca chegou a ser oficialmente anunciada. O logotipo que teria sido usado foi o único produto do projeto.

- Bathesda anunciou na conferência E3 de 2019 que está sendo desenvolvido uma versão para Android e iOS, pela ZeniMax Online Studios.[2]